# Bandera de Flandes Oriental
La bandera de Flandes Oriental i les armes foren aprovades el 14 de desembre de 1998 per decret del Ministeri flamenc de Cultura, Família i Benestar Social, i publicat al Butlletí Oficial de Bèlgica el 14 d'abril del 1999.
Aquesta està formada per 3 franges amb unes proporcions 5:6:6, sent la superior i la inferior de color verd, mentre la central alterna el blanc i el verd en proporcions 1:1:1:1:4:1:1. A la banda del vol hi trobem un lleó rampant negre armat i lampassat de vermell.
D'acord amb el govern provincial el color verd simbolitza el creixent interès pel medi ambient, mentre les 4 franges blanques representen els rius que creuen la província, sent la més gruixuda l'Escalda (Schelde/Escaut), i la resta el Leie/Lys, el Dender/Dendre i el Durme. Proporcions de la bandera 2:3.